# Zlín Z-XII
Die Zlín Z-XII war ein zweisitziges Sportflugzeug aus der ČSR und der erste große Erfolg des Zlínská letecká akciová společnost-Betriebes nach seiner Neugründung in Otrokovice nach Übernahme durch den Baťa-Konzern.

## Entwicklung

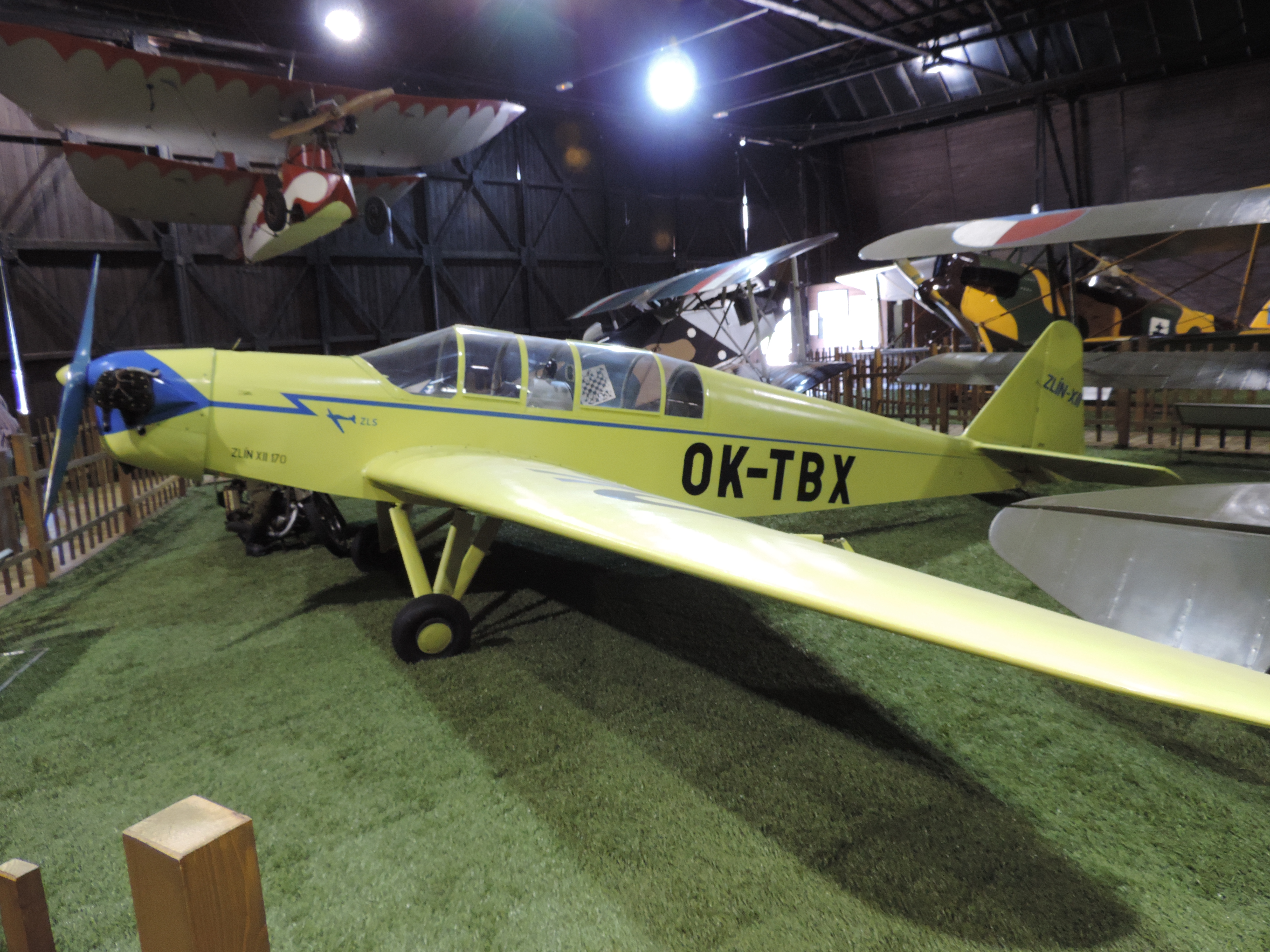
Zlín Z-XII im Luftfahrtmuseum Kbely

Entwickelt wurde dieser Tiefdecker ab 1934 von Jaroslav Lonek, der sie gänzlich aus Holz projektierte. Es entstanden zwei Prototypen. Der erste (Kennzeichen: OK-BTA) war mit einem „Continental“-Antrieb mit 27 kW/36 PS ausgerüstet und absolvierte seinen Erstflug im April 1935. Später wurde ein Persy I eingebaut. Der zweite Prototyp (Kennzeichen: OK-BTB) wurde mit Walter-Mikron-Motor (45 kW/60 PS) erprobt.
Nach dem Ende der Flugerprobung ging die Z-XII mit einem Persy-II-Motor ausgestattet in Serie. Eine verbesserte Ausführung mit Walter-Mikron-Triebwerk wurde als Z-212 bezeichnet. Ausgeliefert wurde sie entweder mit offenem Cockpit oder mit Kabinenhaube. Sie war ein sehr beliebtes Sportflugzeug und wurde nach ihrer öffentlichen Präsentation auf dem Pariser Aerosalon von 1938 auch in verschiedene Länder, so Ägypten, Frankreich, Italien, Japan, Jugoslawien, Rumänien und Südafrika, exportiert.
1937 konnten mit der Z-XII zwei Rekorde aufgestellt werden, einer mit 113,845 km/h Durchschnittsgeschwindigkeit auf 100 km und ein weiterer mit 109,433 km/h über 1000 km.
Nach der deutschen Okkupation lief die Produktion der Z-212 unter deutscher Aufsicht weiter. Bei der Luftwaffe wurde die Z-XII/Z-212 bis 1943 eingesetzt, etwa 20 Z-XII gingen an die Slowakei. Eine Z-212 wurde bei Kriegsende von den Amerikanern erbeutet und eine Zeitlang mit amerikanischen Hoheitszeichen versehen für Rundflüge verwendet. Eine Z-XII überstand in Einzelteile zerlegt in Otrokovice den Zweiten Weltkrieg, wurde wieder aufgebaut und flog mit dem Kennzeichen OK-ZJD. Die letzte bekannte Z-XII wurde in Italien 1965 außer Dienst gestellt.
Insgesamt wurden 201 Z-XII und 58 (nach anderen Quellen 51) Z-212 gebaut. Der Konstrukteur Jaroslav Lonek wurde 1943 wegen Sabotageverdachts von den deutschen Besatzern ermordet. Ein Z-XII-Nachbau (OK-TBX) kann im Flugzeugmuseum Prag-Kbely besichtigt werden.

## Militärische Nutzung
Deutsches Reich

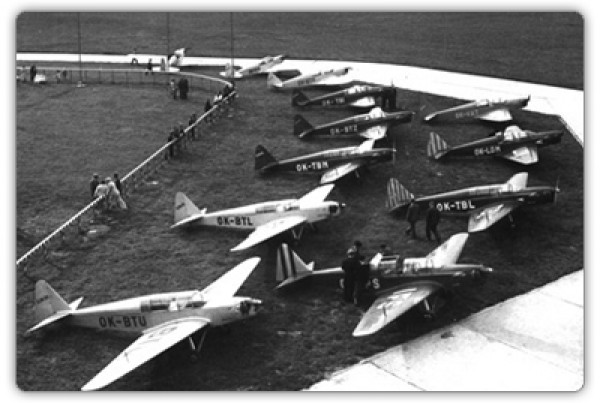
Zlín Z-XII

- Luftwaffe: einige wurden nach der Besetzung der Tschechoslowakei übernommen

 Britisch-Indien
- Indische Luftstreitkräfte: 1 Exemplar

 Jugoslawien
- Königlich jugoslawische Luftwaffe: 1 Exemplar

 Slowakei
- Slowakische Luftwaffe

 Tschechoslowakei
- Tschechoslowakische Luftstreitkräfte: Bezeichnung lautete K-72

## Technische Daten

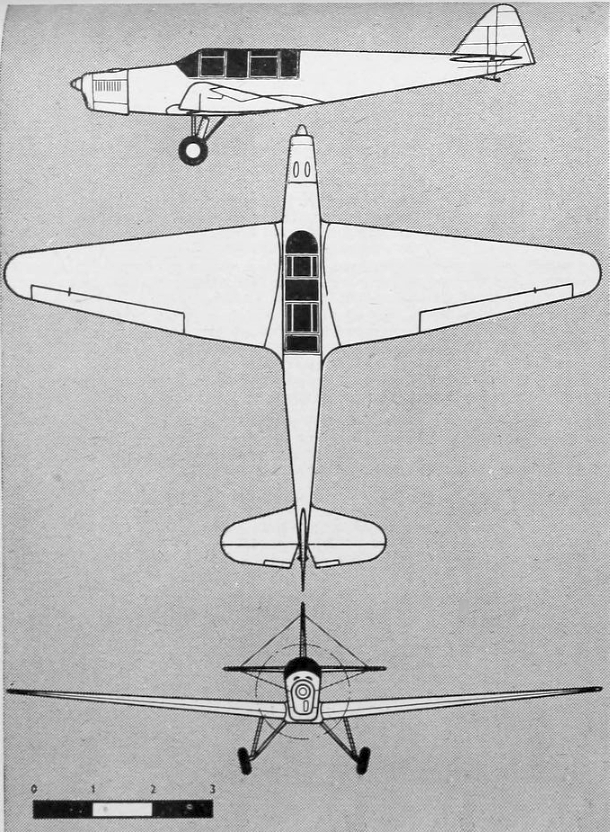
Dreiseitenriss Z-212

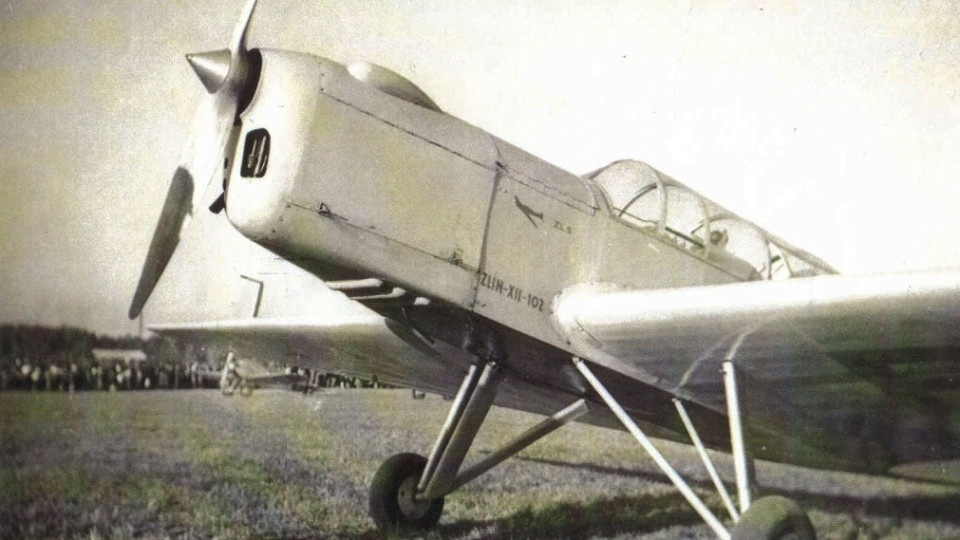
Zlín Z-212

| Kenngröße             | Daten                              |
| --------------------- | ---------------------------------- |
| Konzeption            | Sportflugzeug                      |
| Konstrukteur(e)       | Jaroslav Lonek                     |
| Hersteller            | Zlínská letecká akciová společnost |
| Baujahr(e)            | 1935–?                             |
| Besatzung             | 2                                  |
| Spannweite            | 10,00 m                            |
| Länge                 | 7,80 m                             |
| Höhe                  | 2,75 m                             |
| Flügelfläche          | 12,0 m²                            |
| Flügelstreckung       | 8,3                                |
| Leermasse             | 290 kg                             |
| Startmasse            | 520 kg                             |
| Antrieb               | ein Persy II                       |
| Leistung              | 33 kW / 45 PS                      |
| Höchstgeschwindigkeit | 155 km/h (Z-212: 165 km/h)         |
| Reisegeschwindigkeit  | 135 km/h (Z-212: 140 km/h)         |
| Steigzeit             | 3 min auf 370 m Höhe               |
| Dienstgipfelhöhe      | 3800 m (Z-212: 4000 m)             |
| Reichweite            | 300 km                             |